# West Linn
West Linn ist eine Stadt in Oregon innerhalb des Clackamas Countys. Sie ist Teil der Portland Metropolitan Area. Das U.S. Census Bureau hat bei der Volkszählung 2020 eine Einwohnerzahl von 27.373 ermittelt.

## Geschichte
Im Jahr 1840 ließ sich Robert Moore am linken Ufer des Willamette River, in der Nähe der Wasserfälle, nieder und kaufte Land von ansässigen Indianern. Nach und nach ließen sich weitere Siedler auf diesem Land nieder, das den Namen Robin’s Nest bekam. Im Jahr 1845 wurde die Stadt zu Ehren von Lewis F. Linn, einem Freund von Moore, in Linn City umbenannt. Ein Postamt wurde dort 1850 eingerichtet, aber die Stadt wurde am 21. April 1861 von einer Flut heimgesucht. Niemand starb bei der Flut in Linn City, aber die Zerstörung war einfach zu groß, als dass sich die Stadt davon hätte erholen können. Die Bürger sammelten die wenigen Besitztümer ein, die nicht von den Fluten weggespült wurden, und verließen die Stadt. Linn City wurde als Geisterstadt aufgegeben
Im Jahr 1913 schlossen sich die Dörfer Bolton, West Oregon City, Sunset und Willamette Heights zu einer Gemeinde zusammen. Nach Debatten wurde der Name West Linn zu Ehren der früheren Stadt Linn City gewählt.
Die Pacific West Bancorp wurde im Jahr 2004 in der Gemeinde gegründet.

## Demografie
Nach der Schätzung von 2019 leben in West Linn 26.736 Menschen. Die Bevölkerung teilte sich im selben Jahr auf in 85,9 % Weiße, 1,7 % Afroamerikaner, 0,3 % amerikanische Ureinwohner, 6,6 % Asiaten, 0,2 % Ozeanier und 3,7 % mit zwei oder mehr Ethnizitäten. Hispanics oder Latinos aller Ethnien machten 6,1 % der Bevölkerung von West Linn aus. Das mittlere Haushaltseinkommen lag bei 111.042 US-Dollar und die Armutsquote bei 5,1 %.
| Jahr | Einwohner¹ |
| ---- | ---------- |
| 1950 | 2.945      |
| 1960 | 3.933      |
| 1970 | 7.091      |
| 1980 | 11.358     |
| 1990 | 16.367     |
| 2000 | 22.261     |
| 2010 | 25.109     |
| 2020 | 27.373     |

¹ 1950 – 2020: Volkszählungsergebnisse